# Scarabaeus zurstrasseni
Scarabaeus zurstrasseni là một loài bọ cánh cứng trong họ Bọ hung (Scarabaeidae).